# Violent J
Джозеф Фрэнк «Джо» Брюс (род. 28 апреля 1972; Беркли, Мичиган, США) — американский рэпер, продюсер, рестлер и актёр. Наиболее известен как Violent J из Insane Clown Posse. Он является одним из основателей лейбла Psychopathic Records , совместно с Джозефом Астлером (он же Shaggy 2 Dope) и их бывшим менеджером, Alex Abbiss. Также вместе с Shaggy 2 Dope, Брюс также один из основателей реслинг-организации Juggalo Championship Wrestling , где он в настоящее время выступает в качестве руководителя.

## Биография
Джозеф был самым младшим из трёх детей в семье. Его отец, Ричард Брюс, украл все деньги семьи и ушёл, когда Брюсу было всего два года. Мать Брюса, Линда, вынуждена была одна ухаживать за ним, его братом Робертом и остальными, работая дворником. Однажды, когда Джозефу было 4 года, он и его брат Роберт поймали бабочку. Они были очарованы яркой окраской и спокойствием существа. Они закрыли бабочку в банке и оставили на ночь, но хотели отпустить её на следующее утро. Но на следующее утро братья обнаружили, что бабочка умерла, и их охватило чувство, что они совершили убийство. Братья поклялись, что в один прекрасный день они попадут на небеса и извинятся перед бабочкой. На каждом EP или альбоме ICP есть подпись «Dedicated to the Butterfly» (Посвящается бабочке) — из-за клятвы, которую дали братья.
После переезда в Ок-Парк, Брюс познакомился с Джоном Ютслером и его младшим братом Джоуи. Он также присоединился к бандам, но неохотно участвовал в преступной деятельности в Королевский Ок. Вместе с Джоном и Джо Брюс серьёзно увлёкся рэп-музыкой. В 1989 году Брюс, как Jagged Joe, Джозеф Utsler, как Kangol Джо, и Джон Utsler, как Мастер J, выпустил сингл под названиемParty at the Top of the Hillпод названием JJ Boys, но они не преследовали серьёзную карьеру в музыке.
Брюс бросил школу в девятом классе и переехал к своему другу Руди в Ривер Руж. Там он создал свою собственную банду под названием Inner City Posse, которая терроризировала людей слезоточивым газом и воровала автомагнитолы для продажи. Однажды ночью на дом матери Джо, который только что переехал в Ферндейл, напали конкурирующие банды Хазел парков. Опасаясь за жизнь своей матери, Джо бежал в Бонни Дун, Северная Каролина, недалеко от Форт-Брэгг, где его брат служил в армии. Именно там Брюс стал свидетем открытого расизма, который позже превратится в ненависть к фанатике ссылки в текстах Insane Clown Posse.
В семнадцать лет Джо вернулся в Ферндейл. Вскоре он был заключен в тюрьму, и опыт убедил его уйти из жизни банд. В 1990 году, после короткой карьеры в профессиональной борьбе, Брюс и его друг Дейл записали Intelligence and Violence на караоке, которая ознаменовала дебют сценического имени Брюса " Violent J'. Джо купил свою собственное караоке и вместе с Джо и Джоном Ютслерами, они основали собственную музыкальную группу Inner City Posse, названную в честь их банды. После выпуска альбома Bass-Ment Cuts, записи группы попали к их менеджеру Алекс Abbiss, который и основал Psychopathic Records совместно с группой в 1991 году.

## Музыкальная карьера

### Сольная карьера (1990-настоящее время)
В 1990 году Брюс записал свой первый сольный релиз, Enter the Ghetto Zone, в 2003 выпустил второй релиз «Wizard of the Hood», название которого ссылается на название песен из ранних работ таких как Inner City Posse Intelligence and Violence или Dog Beats, и Insane Clown Posse Carnival of Carnage. В 2009 году Брюс выпустил LP The Shining , который первоначально раздавался бесплатно в 2008 на празднике Juggalo перед официальным выпуском.

### Insane Clown Posse (1991-настоящее время)
В конце 1991 годаInner City Posse изменили свой стиль, внешний вид и название. Брюс мечтал об образе клоуна, который стал вдохновением для нового названия группы: Insane Clown Posse. По возвращении домой в тот вечер Брюсу приснился сон, в котором была изложена легендарные шесть джокер-карт, которые в результате стали альбомами группы. Джон Utsler покинул группу примерно за месяц до выпуска Carnival of Carnage с тех пор в составе Insane Clown Posse остались Violent J и Shaggy 2 Dope. Дуэт исполняет в стиле хардкор-рэп известный также как хорроркор и известен своими темными, насильственными песнями и детальной разработкой живых выступлений. Insane Clown Posse заработал два платиновых альбома и три золотых.

## Inner City Posse
- 1990: Intelligence & Violence
- 1991: Bass-Ment Cuts
- 1991: Dog Beats

## Сольные релизы
- 1990 Enter the Ghetto zone
- 2003 Wizard of the hood
- 2009 The shining

## В составеInsane Clown Posse
- Carnival of Carnage (1992)
- Ringmaster (1994)
- Riddle Box (1995)
- The Great Milenko (1997)
- The Amazing Jeckel Brothers (1999)
- Bizaar; Bizzar (2000)
- The Wraith: Shangri-La (2002)
- Hell's Pit (2004)
- The Tempest (2007)
- Bang! Pow! Boom! (2009)
- The Mighty Death Pop! (2011)

### EP
- 1993: Beverly Kills 50187
- 1994: The Terror Wheel
- 1994: A Carnival Christmas
- 1996: Tunnel Of Love
- 2001: Dark Carnival Action Figures
- 2005: The Calm
- 2007: Eye Of The Storm

### Сборники
- 1995: Forgotten Freshness
- 1997: Mutilation Mix
- 1998: Forgotten Freshness Vol. 1 & 2
- 2000: Psychopathics From Outer Space
- 2001: Forgotten Freshness Vol. 3
- 2002: Big Money Hustlas OST
- 2002: The Pendulum
- 2003: Psychopathics From Outter Space Part 2!
- 2005: Forgotten Freshness Vol. 4
- 2007: Psychopathics From Outter Space Part 3
- 2007: Jugganauts: The Best Of Insane Clown Posse
- 2008: Let 'Em Bleed: The Mixxtape Vol. 1
- 2008: Let 'Em Bleed: The Mixxtape Vol. 2
- 2008: Let 'Em Bleed: The Mixxtape Vol. 3
- 2009: Let 'Em Bleed: The Mixxtape Vol. 4
- 2010: Bang! Pow! Boom! (Nuclear Edition)
- 2010: Book Of The Wicked: The Mixxtape (Chapter One)
- 2010: The Old Shit
- 2010: Holiday Heat
- 2010: Book Of The Wicked: The Mixxtape (Chapter Two)

### Синглы
- 1995: Chicken Huntin' (Slaughterhouse Mix)
- 1995: Fat Sweaty Betty
- 1995: The Jocker’s Wild
- 1997: Halls Of Illusions
- 1998: Hokus Pokus (Headhunta’z Remix)
- 1998: Join The Show
- 1999: Another Love Song
- 1999: Fuck The World
- 1999: Mad Professor
- 1999: The Dirtball
- 2000: Jacob’s Word
- 2000: Let’s Go All The Way
- 2002: Juggalo Homies
- 2004: Bowling Balls

### Hallowicked
- 1994: Dead Pumpkins
- 1995: Mr. Rotten Treats
- 1996: Witches And Warlocks
- 1997: Mr. Johnson’s Head Remix
- 1998: Pumpkin Carver
- 1999: Sleepwalker
- 2000: Hallowicked 2000
- 2001: Hallowicked 2001
- 2002: Hallowicked 2002
- 2003: Thug Pit
- 2004: Murda Cloak
- 2005: Wicked Hellaween
- 2006: Blood Redrum
- 2007: Evil Is Afraid
- 2008: I’m Your Killer
- 2009: If I Ate Your Brains
- 2010: Hallowicked 2010